# La Corona (sitio arqueológico)
La Corona es un sitio arqueológico de la cultura maya precolombina, y se encuentra en el departamento del Petén, en Guatemala. El nombre original del sitio parece haber sido Sak-Nikte' o Saknichte que significa «Flor Blanca». Fue documentado en 1996 y más tarde se acreditó que se trataba del llamado Sitio Q', una importante ciudad maya cuya existencia había sido inferida por otros hallazgos arqueológicos en la región del Petén. El nombre de Corona deriva del hecho de que contiene un conjunto de cinco templos cuya planta arquitectónica (del conjunto) asemejaría una corona.

## Sitio Q

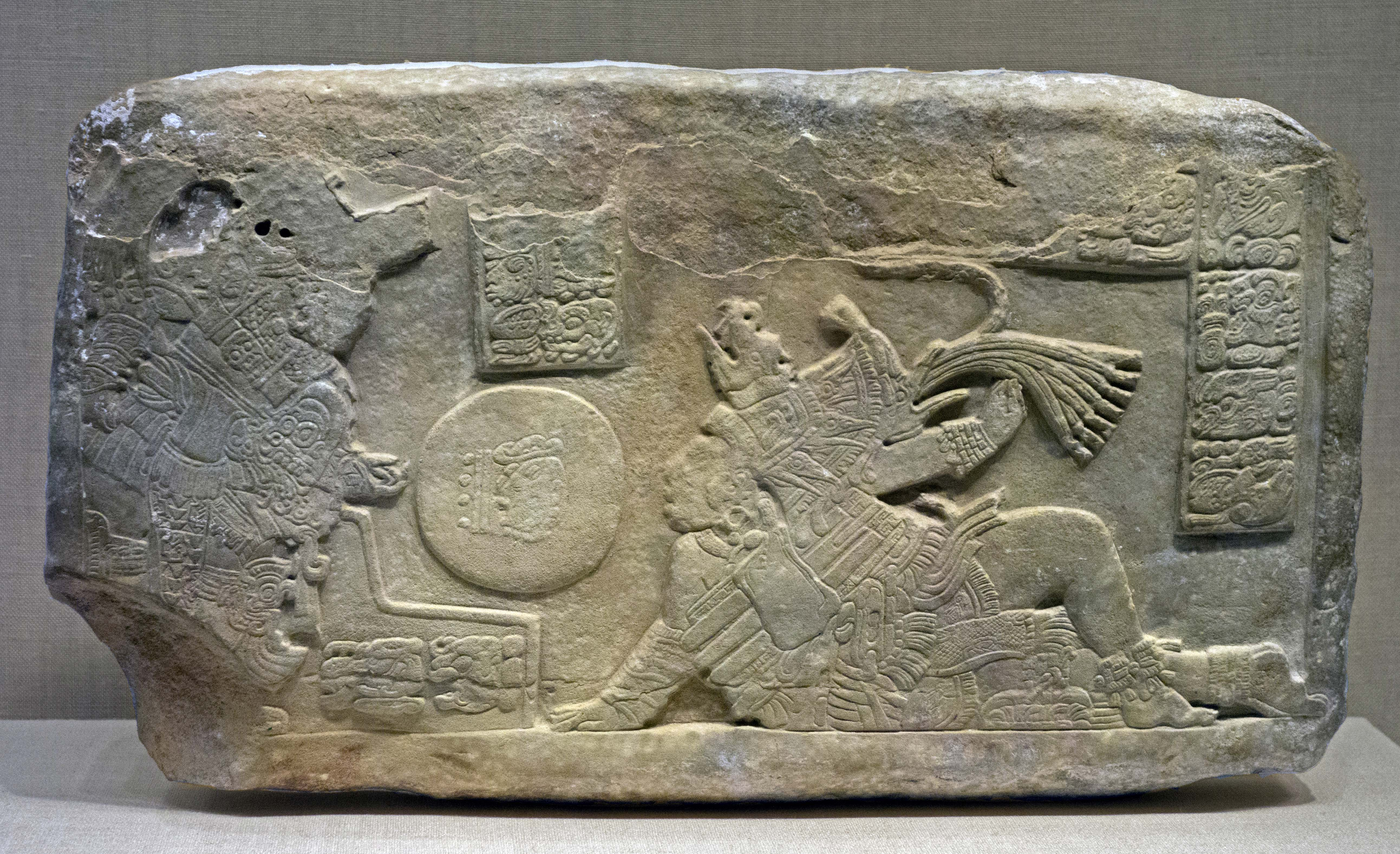
Bajorrelieve que muestra una escena de un juego de pelota maya. Siglo VIII, altura 25.1 cm, longitud 43.2 cm. Art Institute Chicago.

En los años 1960 aparecieron, en el mercado internacional de antigüedades, bajorrelieves saqueados de una ciudad  maya hasta entonces desconocida. El arqueólogo Peter Mathews, a la sazón estudiante de la Universidad de Yale, nombró a tal ciudad Sitio Q (Site Q, por ‘sitio ¿qué?’ en español). Algunos investigadores pensaron entonces que se trataba de Calakmul, pero el estilo y diseño de los objetos no coincidía con nada encontrado en tal yacimiento arqueológico.
En 1996, mientras estudiaba la guacamaya roja recorriendo la región del Petén, el naturalista Santiago Billy encontró el sitio arqueológico hoy denominado La Corona, y un equipo de la Universidad de Harvard que trabajaba para el Museo Peabody de Arqueología y Etnología condujo una investigación por la que se encontraron referencias a los jugadores de pelota mostrados en los bajorrelieves del Sitio Q, lo cual indujo a suponer que el sitio Q correspondía a La Corona. Más tarde, en 2005, Marcello A. Canuto, quien trabajaba para la Universidad de Yale, descifró un tablero en La Corona que explícitamente menciona a dos gobernantes del lugar que también están indicados en los objetos provenientes del Sitio Q, dando evidencia adicional de que ambos sitios son la misma ciudad.

## La Corona
El yacimiento ha sido severamente saqueado a lo largo del tiempo, y muchas de sus estructuras están en mal estado. Hay una plaza principal que ha sido identificada, así como otros conjuntos. Las inscripciones que se han podido rescatar hacen pensar que La Corona y Calakmul fueron aliados. En un reciente descubrimiento en el lugar, se pudo constatar que solo una porción de la ciudad ha sido excavada, lo que ha llevado a intensificar los trabajos que están siendo conducidos por la National Geographic Society de Washington D. C. (Estados Unidos).